# Пікір малий
Пікір малий (Alaemon hamertoni) — вид горобцеподібних птахів родини жайворонкових (Alaudidae). Ендемік Сомалі.

## Опис
Довжина тіла птаха становить 18-20 см. Самці дещо більші за самок: так, довжина хвоста самців становить 6,75-7,45 см, самок- 6,1-6,27; довжина дзьоба самців 1,9-2,15, самок- 1,7-1,9. Забарвлення у самок і самців подібне.
Верхня частина тіла малого пікіра рівномірного пісочно-коричневого або сіро-коричневого кольору. Хвіст піщано-коричневий. Над очима коротка світла смуга, горло біле, покрите сірими цяточками. Круди кремово-білого кольору, поцятковане численними коричневими плямами.

## Поширення
Малий пікір є ендеміком Сомалі. Мешкає в саванах і інших відкритих трав'янистих екосистемах. Це осілий птах.

## Підвиди
Виділяють три підвиди малого пікіра:
- A. a. alter Witherby, 1905 — північ і північний схід Сомалі
- A. a. tertius Clarke, S, 1919 — північний захід Сомалі
- A. a. hamertoni Witherby, 1905 — центральне Сомалі

## Поведінка
Малий пікір- малодосліджений вид птахів. Як і інші жайвороники, харчується комахами, шукаючи їх на землі. Яйця мають колір слонової кістки і поцятковані червонуватими і коричневими плямками.